# Ekspres, Ekspres
Ekspres, ekspres (inny tytuł: Gone with the Train) – film fabularny produkcji słoweńskiej, w reżyserii Igora Šterka. 

## Opis fabuły
Bohater filmu po śmierci ojca wskakuje do pociągu i wyrusza w nieznane. Wśród wielu pasażerów, których spotyka w pociągu jest także dziewczyna. Ich związek zaczyna nieoczekiwane dla obojga wydarzenie, dziewczyna szuka swojego miejsca w życiu. W dalszą podróż wyruszają razem. W swoim debiucie reżyserskim Igor Šterk ukazuje z sarkazmem życie codzienne w Słowenii lat 90.

## Obsada
- Gregor Baković jako Ivan Podobnik
- Barbara Cerar
- Gregor Čušin
- Marko Mandić
- Peter Musevski
- Lojze Rozman
- Andrej Rozman-Roza

## Nagrody
- Festiwal Młodego Kina Europejskiego w Chociebużu, 1997
  - Nagroda publiczności

- Festiwal Filmów Śródziemnomorskich w Montpellier, 1998
  - Złota Antygona
  - Nagroda publiczności
  - Nagroda krytyków